# گرد مرادبگ
گرد مرادبگ، روستایی است از توابع بخش لاجان و در شهرستان پیرانشهر استان آذربایجان غربی ایران.

## جمعیت
این روستا در دهستان لاهیجان شرقی قرار داشته و بر اساس سرشماری سال ۱۳۸۵ جمعیت آن ۷۰ نفر (۱۰ خانوار)
بوده‌است.